# Kaspische tijger
De Kaspische tijger (Panthera tigris virgata) was de meest westelijke ondersoort van de tijger.
Hij kwam heel dicht bij Europa voor. Deze ondersoort kwam voor in Turkije, Mongolië, Iran, Afghanistan en de Centraal-Aziatische landen van de voormalige Sovjet-Unie. In de middeleeuwen kwam deze ondersoort zelfs nog voor in het Oost-Europese land Oekraïne en in een paar gebieden in zuidwest Rusland.

## Uitsterven
In Kazachstan werd in 1948 voor het laatst een Kaspische tijger gezien. Het laatste exemplaar in Turkmenistan werd in 1954 doodgeschoten. In de Iraanse provincie Golestan werd in 1953 een van de laatste tijgers doodgeschoten en in 1958 zou in dit gebied nog een exemplaar zijn waargenomen. Tot rond 1950 leefden er nog Kaspische tijgers in een natuurreservaat in Tadzjikistan. In de omgeving van het reservaat zouden zelfs tot eind jaren zestig nog hooguit een paar honderd exemplaren geleefd hebben. Tot in de jaren zestig kwam de tijger nog voor in China. In de Turkse provincie Hakkâri zou in 1970 een exemplaar zijn gedood en mogelijk kwamen er in de jaren tachtig of heel misschien zelfs in de jaren negentig nog exemplaren voor. Er zijn plannen om in 2025 tientallen Siberische tijgers naar een afgelegen natuurgebied in Kazachstan te brengen. De Siberische tijger staat genetisch dicht bij de Kaspische tijger.
Siberische tijger (P. t. altaica) · Noord-Indochinese tijger (P. t. amoyensis) · Balinese tijger (P. t. balica) · Chinese tijger (P. t. corbetti) · Maleise tijger (P. t. jacksoni) · Javaanse tijger (P. t. sondaica) · Sumatraanse tijger (P. t. sumatrae) · Bengaalse tijger (P. t. tigris) · Kaspische tijger (P. t. virgata)